# Bancolombia
Bancolombia S.A. (anteriormente: Banco de Colombia) es una institución financiera que tiene cobertura en Colombia, Panamá, El Salvador, Puerto Rico, las Islas Caimán y Guatemala. Bancolombia es una de las tres empresas relacionadas con la banca del índice COLCAP.
Desde 2021, Bancolombia comparte identidad corporativa con (Bancolombia, Banistmo, Banco Agrícola y Banco Agromercantil de Guatemala). Según Forbes, en el 2021 la empresa superó los 25 millones de clientes, generando más de 30.000 empleos directos y 15.000 indirectos y cuenta con aproximadamente 35.000 accionistas a nivel nacional e internacional.

## Historia
La entidad surge en 1998 oficialmente de la fusión en las operaciones de dos entidades que ya contaban con trayectoria en el mercado bancario colombiano:
- Banco de Colombia: Fundado en 1875.
- Banco Industrial Colombiano (BIC): Fundado el 24 de enero de 1945, cuando abrió las puertas oficialmente al público.

El Banco Industrial Colombiano, en 1983, llegó a Panamá con su oficina de Banca Internacional.
Entre 1979 y 1993, bajo la presidencia de Jaime Michelsen Uribe, el banco formó parte del conglomerado conocido como Grupo Grancolombiano que aglutinaba a más de 100 empresas, entre ellas las entidades financieras Pronta y Granfinanciera, Cine Colombia y el Politécnico Grancolombiano. 
Para 1981 se empezó a tranzar la acción en la Bolsa de Bogotá, hoy la Bolsa de Valores de Colombia. Hasta 1983 el Grupo Grancolombiano fue el mayor grupo empresarial de Colombia, pero fue intervenido y disuelto por el gobierno de Belisario Betancur debido una operación especulativa hecha a través de las acciones de la Compañía Nacional de Chocolates; usando presuntamente dineros de los ahorradores para financiar dicha operación, delito conocido como autopréstamos. Jaime Michelsen huyó de Colombia y compareció ante la justicia 4 años después.
En 1985 se inaugura la primera red de cajeros en el Edificio Coltejer de Medellín, que entregaba hasta 2.000 pesos colombianos. Por aquel entonces era increíble que un dispositivo diera en efectivo al instante, debido a los bajos niveles de desarrollo de tecnología en la región.
El Banco de Colombia fue nacionalizado y operó como entidad estatal hasta 1994. Para noviembre del mismo año, Jorge Londoño Saldarriaga, como miembro de la junta directiva del BIC, quien luego sería presidente de Bancolombia, sugirió una emisión de acciones en el exterior. Ese paso trascendental se sucedió justo después del famoso "Efecto Tequila" o la crisis económica de México que ahuyentó a los inversionistas de cualquier opción en Centro y Suramérica. Aun así, el BIC se lanzó al ruedo:

“Empezamos la correría por el mundo para vender las acciones con inversionistas de Escocia, menos sofisticados que los que abordamos después en Londres, Ginebra y después en Estados Unidos. Fueron tres semanas sin parar, viajando de ciudad en ciudad con 10 reuniones al día”.

Al final, en julio de 1995, el BIC empezó a cotizar en la Bolsa de Valores de Nueva York. La emisión de 70 millones de dólares tuvo igual demanda. Pero esos 70 millones de dólares fueron claves para que el BIC, como sexto banco del país y el más corporativo, tuviera el músculo financiero para comprar, en 1997 (por 418 millones de dólares), al primero en el escalafón, el Banco de Colombia, el más fuerte para entonces por clientes naturales. Además, por éste hito se considera a Bancolombia como la primera empresa colombiana que lograra llegar a la Bolsa de Nueva York.
En 1998 nació formalmente como Bancolombia tras la adquisición que hizo el Banco Industrial Colombiano (BIC) del Banco de Colombia, convirtiéndose en el banco más grande del país por activos. Es así como el banco, en el año 2003, adquiere a la compañía Sufinanciamiento, hoy día conocida como SUFI, para consolidar el los créditos para adquisición de vehículos, estudio, libre inversión y otras líneas para personas.
En 2005, producto de la integración de Bancolombia, Conavi y Corfinsura nace el Grupo Bancolombia. Además, en 2006 Bancolombia adquiere también la participación mayoritaria de Compañía de Financiamiento Comercial Comercia que luego se redenominaría como Factoring Bancolombia. Han sido pioneros en el país por la apertura de servicios y productos bancarios sin sucursales propiamente constituidas, con la apertura del primer corresponsal bancario, siendo establecido el primero de dicha modalidad en el municipio de Chipatá, departamento de Santander. Hoy cuentan con 11.000 de dichas corresponsales en Colombia y 633 en El Salvador donde se benefician más de 1,5 millones de personas, y con la aplicación lanzada en 2021.
En 2006 abrió el primer sitio web en Colombia dedicado a prestar servicios financieros no presenciales, denominado Sucursal Virtual Personas. Ya en 2009 se inauguró la Sucursal Virtual Empresas, la cual propició el primer sistema de pagos por Internet en Colombia; un año después, en 2010, se presentó la primera tarjeta de crédito virtual en el mercado colombiano a través de su red, llamada E-Card MasterCard, creada para los pagos y compras virtuales hechas a través de internet. 
En 2007 La presencia del banco en Centroamérica se fortaleció con la adquisición del Banco Agrícola de El Salvador. En 2013 adquieren las operaciones del HSBC Bank Panamá, renombrado como Banistmo.
Desde 2015 Bancolombia es el Banco Oficial de la Selección Colombia de Fútbol por los próximos años.
Para el año 2016, Bancolombia crea la plataforma financiera digital Nequi, que nace como un intra-emprendiemiento.
En mayo de 2018, Bancolombia presentó el primer cajero en funcionar con energía solar ubicado en Medellín y disponible las 24 horas. Además, ese mismo año, lanzaron al mercado las manillas y stickers de pago sin contacto.
Durante el mismo año, el banco adaptó la aplicación Pyme Bancolombia, que fue concebida como un canal en evolución para satisfacer las necesidades transaccionales de los negocios. Su diseño y experiencia se enfoca en facilitar el día a día de las empresas a través de transferencias, notificaciones para recordar pagos y conocer el estado de los productos. Global Finance premia la innovación digital de Bancolombia, en la categoría "Best Integrated Corporate Bank Site" la revista especializada calificó a Bancolombia como el mejor Banco digital de Colombia y reconoció la sucursal virtual empresas como la mejor en Latinoamérica.
El 18 de abril de 2021, Bancolombia renueva su imagen corporativa junto a todas las entidades que conforman el Grupo Bancolombia. Según la revista PYM “La idea central, transversal a la propuesta, es representar la diversidad; no solamente la de los clientes del Banco, sino la de sus empleados.” Sus nuevos colores de marca intentan reflejar su visión. El blanco habla de transparencia, el negro refleja la solidez de su propósito, el amarillo como el color de confianza y cinco tonos adicionales que representan la variedad en los ideales, emociones y momentos de vida que se comparten con las personas.
En 2025, Bancolombia anuncia la creación de Grupo Cibest en un contexto de reorganización y seria su nueva casa matriz en reemplazo del Grupo Bancolombia.

## Composición accionaria
Según el reporte de septiembre de 2024 la participación se divide de la siguiente manera:

## Filiales

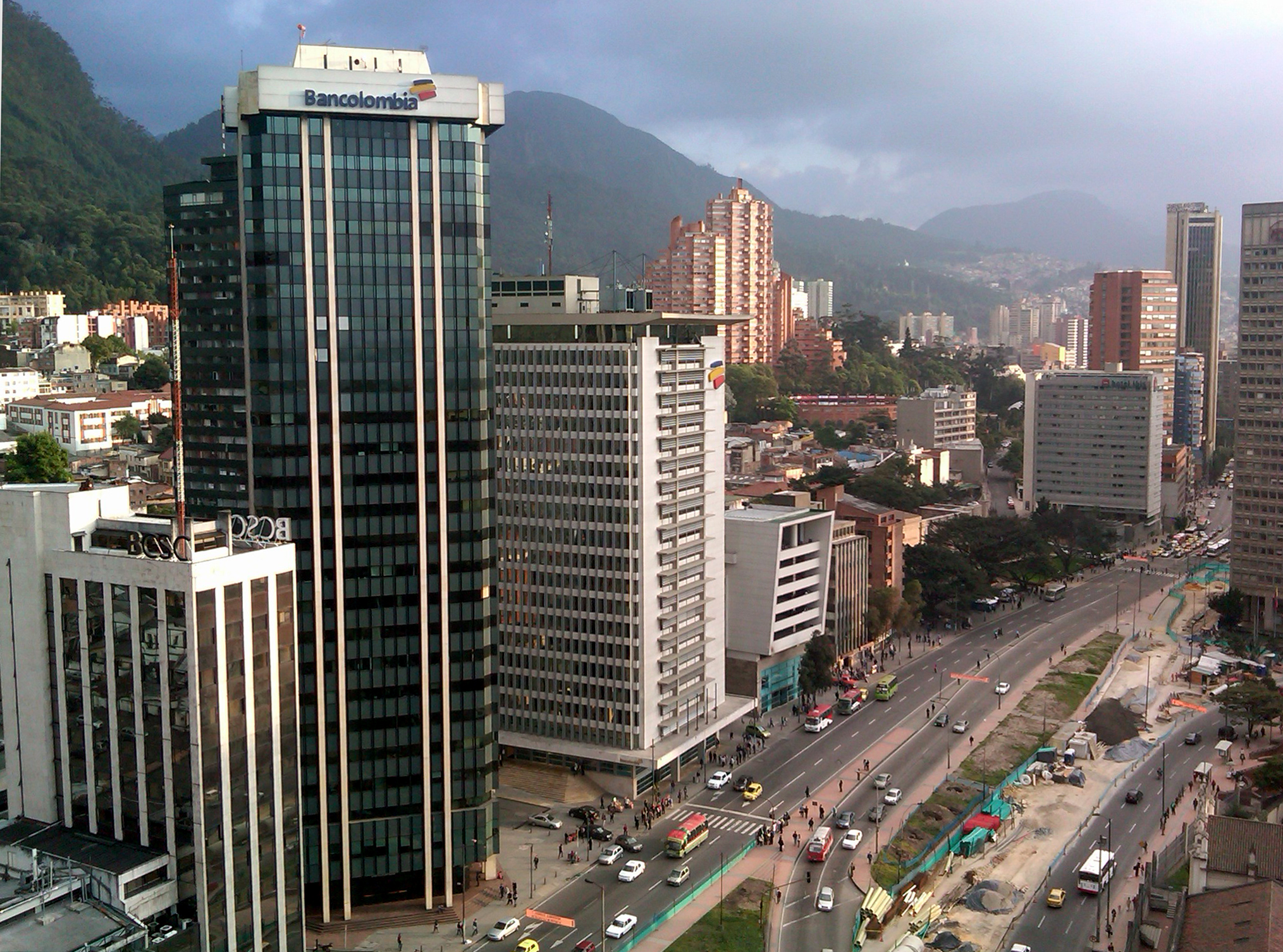
Vista de las oficinas de Bancolombia en Bogotá.

### Grupo Bancolombia
El banco cuenta con varias líneas de negocios y uno de los portafolios. En el año 2006 se hace el lanzamiento oficial del Grupo Bancolombia, nombre que se le da al conjunto de líneas de negocio que manejan en el banco, entre ellos:
- Bancolombia

- Factoring Bancolombia
- Fiduciaria Bancolombia
- Leasing Bancolombia
- Renting Colombia
- Valores Bancolombia
- Sufi
- Nequi (billetera virtual)
- Wompi (pagos en linea)
- Compañía de Financiamiento Comercial Tuya S.A.
- Puntos Colombia
- Tu360
- Wenia (Billetera de Criptoactivos)

En el exterior
- Banco Agrícola
- Bancolombia Puerto Rico
- Leasing Perú
- Bancolombia Miami
- Bancolombia Panamá
- Banistmo
- Valores Bancolombia Panamá
- Banco Agromercantil

## Lemas

### Corporativos
- 1998-2004: Porque todo puede ser mejor
- 2004-2006: El banco de Colombia
- 2006-2009: ¿Qué tan alto quieres llegar?
- 2011-2017: Le estamos poniendo el alma
- 2017-2021: Es El Momento de Todos
- 2021-2022: Como a ti nos guía la razón, pero nos mueve el corazón
- 2022-2023: Un Mismo Latido ¿Lo Sientes?
- Desde 2023: Desde el Corazón

### Temporales
- 2020-2021: Colombia nos necesita a todos (a causa del COVID-19)
- 2023-presente: Con el fútbol, desde el corazón (Solo partidos de las Selecciones Colombia de Fútbol)
- 2023-presente: Con el agro, desde el corazón (de Colombia para el mundo).
- 2023-presente: Con el mar, desde el corazón (Lanzamiento Cuenta del Mar Bancolombia).